# Ian Horobin

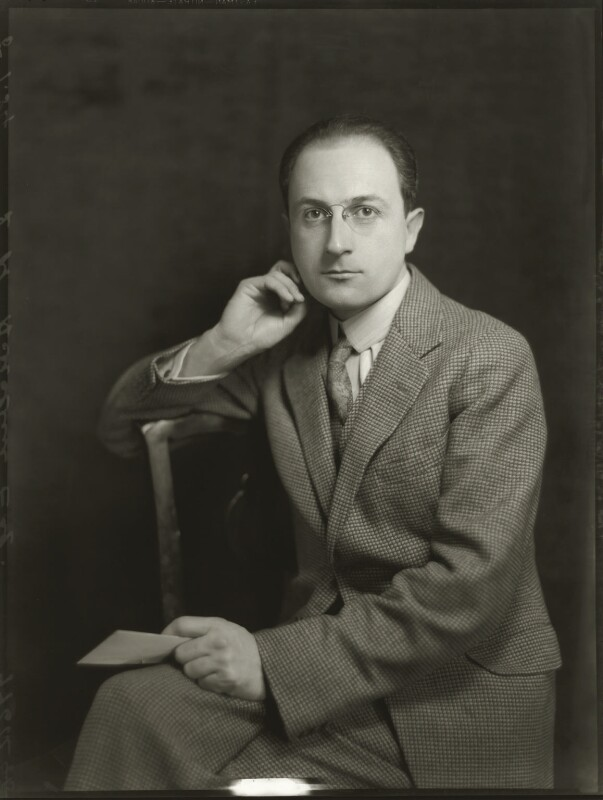
Sir Ian Horobin

Sir Ian Macdonald Horobin (16 tháng 11 năm 1899 – 5 tháng 6 năm 1976) là một chính khách Bảo thủ, nhà thơ, và cựu chiến binh của Thế chiến thứ nhất của Anh. Horobin từng là Thư ký Nghị viện cho Bộ trưởng Bộ Quyền lực từ năm 1958 đến 1959, nhưng đã từ bỏ chính trị ngay trước khi bị kết án vì tội tấn công không đứng đắn, mà ông đã ngồi tù bốn năm.

## Tiểu sử
Horobin là con trai của J. C. Horobin, hiệu trưởng của Homerton College, Cambridge, và vợ của ông, Maud Adeline née Ford (được biết đến sau cuộc hôn nhân thứ hai của bà là M. A. Cloudesley Brereton). Ông được giáo dục tại Trường Highgate và Sidney Sussex College, Cambridge.
Horobin ban đầu phục vụ trong Khu bảo tồn Hải quân Hoàng gia trong Thế chiến thứ nhất trước khi gia nhập Không quân Hoàng gia. Khi Chiến tranh thế giới thứ hai Horobin tái gia nhập Không quân Hoàng gia, và được thăng cấp lên phi đội trưởng. Năm 1941 Horobin bị Nhật bắt và giam giữ như một tù nhân chiến tranh cho đến khi được thả ra vào năm 1945. Người Nhật đã tra tấn và đánh đập Horobin sau khi ông từ chối tiết lộ các phương pháp trốn thoát của các tù nhân chủ chốt do Laurens Van Der Post dẫn đầu, và ông chơi một vai trò quan trọng trong việc tạo điều kiện cho tinh thần của các tù nhân tại trại tù Soekaboemi sau khi tình nguyện làm nhân viên vệ sinh của trại.
Năm 1923, ông trở thành quản giáo của Khu định cư Đại học Settlement Mansfield House ở East End, London, nơi làm việc với những thanh niên và trẻ em dễ bị tổn thương. Horobin đã giúp quyên góp hơn 500.000 bảng cho việc dàn xếp, và để lại nó khi ông được bầu làm Nghị viên Quốc hội (MP) Quốc gia cho Southwark Central, một ghế mà ông giữ đến năm 1935. Horobin trở lại làm việc tại khu định cư sau Thế chiến thứ hai, và đứng ở ghế Oldham West trong tổng tuyển cử năm 1950, nơi ông thua Leslie Hale của đảng Lao động. Năm 1951, Horobin đã tranh cử thành công Oldham East, và giữ ghế với đa số hẹp là 380 trong cuộc bầu cử năm 1955. Horobin là thành viên đầu tiên của chính phủ bảo thủ mất ghế tại cuộc tổng tuyển cử năm 1959.
Horobin đã trình bày hai tập của đài phát thanh BBC The Week in Westminster vào 1932. Năm 1935, một thẩm phán đã tìm thấy sự ủng hộ của Horobin trong một vụ xâm phạm tại nhà của anh ta ở Essex, Blue House Farm ở Lambourne End. Horobin đã đặt một cánh cổng băng qua một làn đường dẫn đến Rừng Hainault đã bị quấy rầy bởi việc đỗ xe trên làn đường, và nó đã bị phá hủy bởi một người phụ nữ cho rằng nó luôn được sử dụng cho mục đích này. Thẩm phán phán quyết rằng bản chất của làn đường không phải là nơi được coi là nơi đỗ xe. Horobin đã bán tranh từ bộ sưu tập của mình tại Sothbody's vào tháng 3 năm 1962.
Vào ngày 29 tháng 3 năm 1962, Horobin đã nhận được một life peerage, nhưng ông đã rút lại chấp nhận vào ngày 13 tháng 4, nói rằng yêu cầu của vai trò sẽ là quá nhiều đối với ông.
Horobin bị buộc tội không đứng đắn vào tháng 5 năm 1962, bị buộc tội về một số tội tấn công không đứng đắn đối với các cậu bé dưới 16 tuổi vào năm 1958 và 1959. Một cậu bé 17 tuổi cũng bị Horobin giam giữ và ông bị buộc tội vì có hai hành vi không đứng đắn với Horobin vào năm 1961 và cố gắng mua một người đàn ông khác vì hành động không đứng đắn với Horobin. Tại phiên tòa vào tháng 6 năm 1962, công tố viên cho rằng Horobin đã nói với thư ký của mình rằng ông "hầu như đã kết hôn" với cô gái 17 tuổi và các vụ tấn công đã xảy ra tại Khu định cư Mansfield mà ông là quản giáo từ năm 1923 Một số nhân chứng tại phiên tòa đã làm chứng cho hành vi của Horobin và cách thức hành hung của ông. Horobin thừa nhận mười cáo buộc tấn công vào tháng 7 năm 1962 và bị kết án bốn năm tù. Horobin đã nói với thư ký của khu định cư rằng mối quan hệ của anh ta với các chàng trai đã diễn ra được hơn 40 năm và mô tả những người đồng tính luyến ái là "...chúng ta là những con quỷ đáng thương được sinh ra như thế này, không có gì có thể thay đổi tôi. Đó là điều tự nhiên khi chúng ta yêu con trai theo cách này."
Horobin chuyển đến Tangier, Morocco, sau khi ra tù và chết ở đó vào năm 1976.